# Блаус, Имант
Имант Петрович Блаус (3 июля 1933, Рига — 9 декабря 1997, там же) — советский и латвийский историк шахмат. По образованию экономист-географ. В 1975—1984 опубликовал в журнале «Шахс» свыше 40 статей по истории шахмат в Латвии. 